# 30 avril 1969
Le mercredi 30 avril 1969 est le 120e jour de l'année 1969.

## Naissances
- Gabriel Chalita, avocat et homme politique brésilien
- Jérôme Cazalbou, joueur français de rugby à XV
- Justine Greening, femme politique britannique
- Michel Delville, enseignant, chercheur, musicien et écrivain belge
- Paulo Jr., musicien brésilien
- Salima Aït Mohamed, femme de lettres et calligraphe algérienne
- Stephanie Forrester, triathlète professionnelle écossaise
- Takuma Koga, joueur de football japonais

## Décès
- Harry Nuttall (né le 9 novembre 1897), footballeur anglais
- Jef Demuysere (né le 26 juillet 1907), coureur cycliste belge